# Disque compact enregistrable
Pour les articles homonymes, voir CDR.

Logo du CD-R.

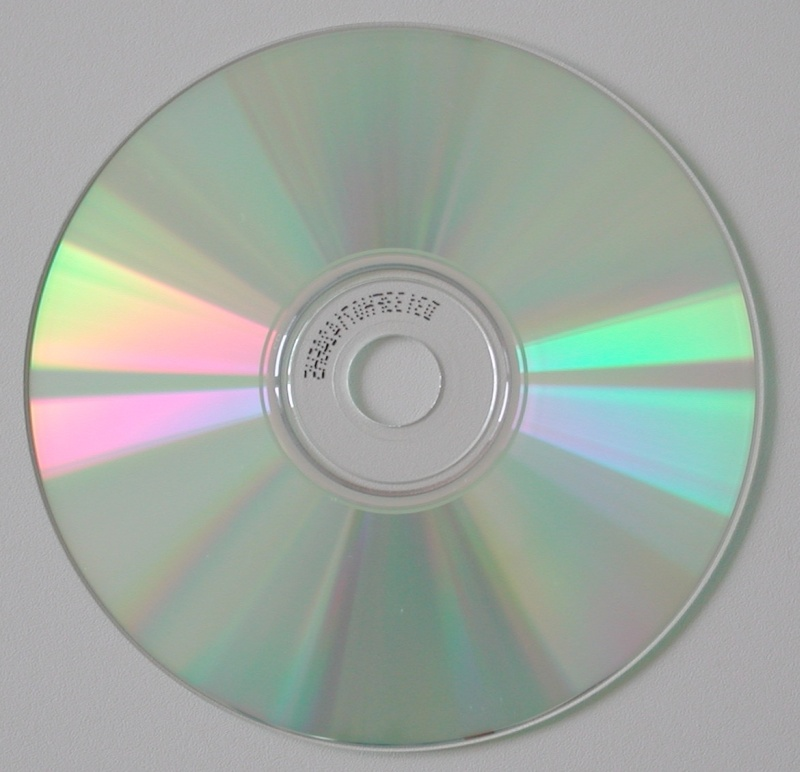
Verso d'un CD-R.

Un disque compact enregistrable (ou CD-R pour Compact Disc Recordable) est un disque compact de taille standard pour un support optique (120 mm de diamètre) qui peut être enregistré sans possibilité réelle de revenir sur les données écrites. Il s'agit d'une technologie intermédiaire entre le CD-ROM non enregistrable et le disque compact réinscriptible (CD-RW).

## Histoire
Le CD-R est conçu le 13 juin 1988 par Taiyo Yuden, aux côtés de Sony et Philips, puis se généralise à la fin des années 1990 pour un prix encore très élevé. Son prix ayant fortement baissé pour arriver à un tarif indicatif de quelques centimes par unité, il est depuis une décennie[Quand ?] accessible au plus grand public.
Cette technologie est néanmoins en fort déclin dans le secteur de l'informatique grand public, le CD-R laissant sa place au DVD-R, lui-même menacé face à la croissante significative des clés USB et des contenus numériques dématérialisés. Déclin également visible sur le secteur audio dans lequel les baladeurs numériques et les smartphones ont totalement investi le marché. Son utilisation reste néanmoins assez commune pour les autoradios ainsi que les postes radio-CD.

## Caractéristiques et usage

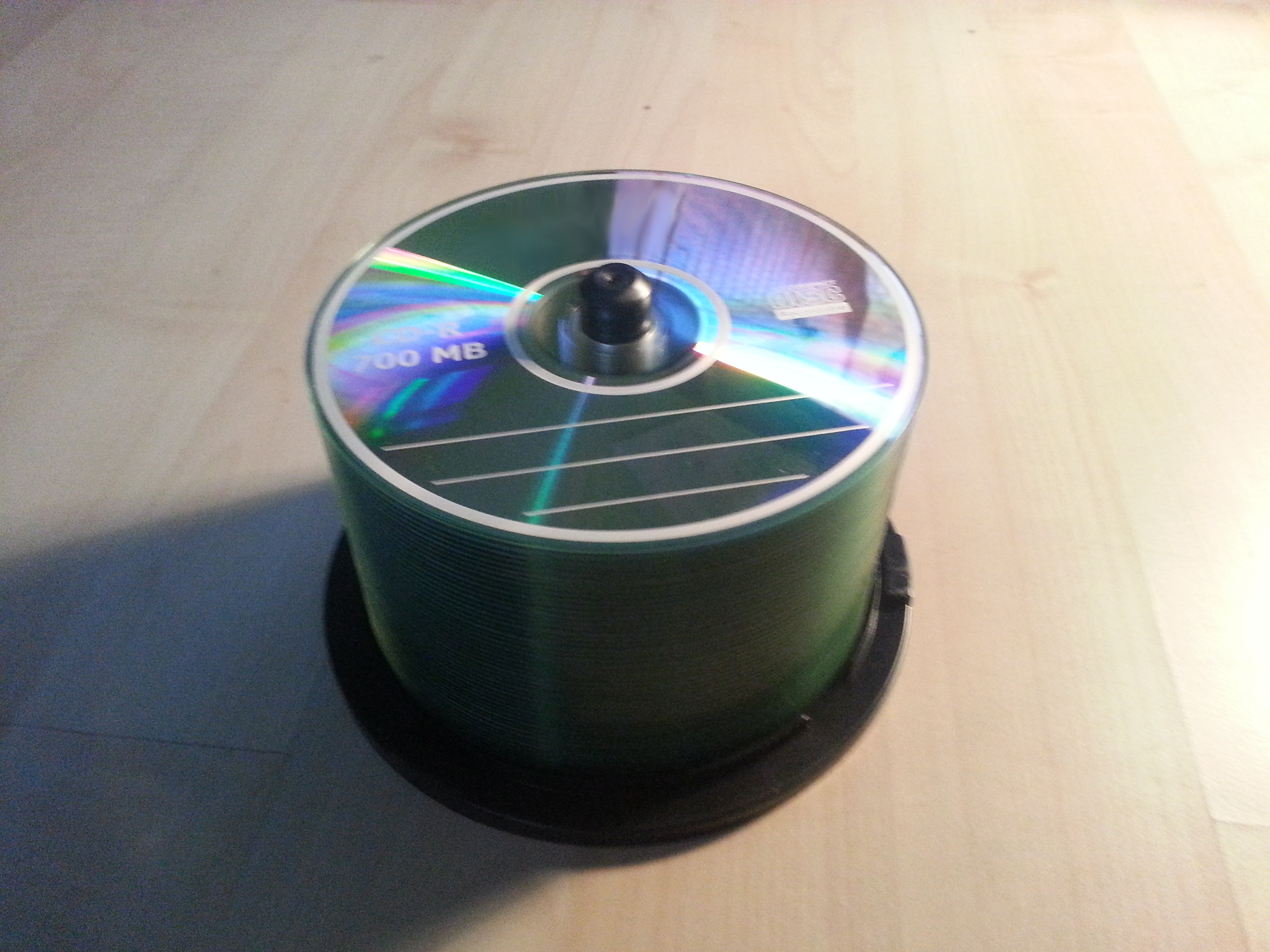
Pile de CD-R de 700 Mo.

Le CD-R est parfois utilisé pour archiver des données, mais la pérennité du stockage est limitée : la durée de vie d'un CD-R est estimée entre 5 et 100 ans dans des conditions normales de stockage.
Le CD-R possède une taille standard de 120 mm de diamètre. Il peut initialement contenir 650 Mo de données,, soit 74 minutes d'audio, qui correspondent, lors de sa conception, au souhait des ingénieurs de loger la neuvième symphonie en D mineur de Ludwig van Beethoven, avec un échantillonnage de 16 bits à 44,1 kHz. Il s'ensuit une version mondialement répandue et devenue le standard de 700 Mo, correspondant à 80 minutes d'audio. D'autres CD-R moins communs peuvent recevoir jusqu'à 790 ou 870 Mo de données pour respectivement 90 ou 99 minutes en audio, mais la gravure à pleine capacité de ces disques peut poser des problèmes selon les graveurs ou les logiciels de gravure utilisés.
Lorsqu'ils servent à l'archivage, ils doivent être conservés dans des conditions particulières, notamment d'obscurité, d'humidité réduite et de fourchette de température du fait de leur constitution.

## Matériau

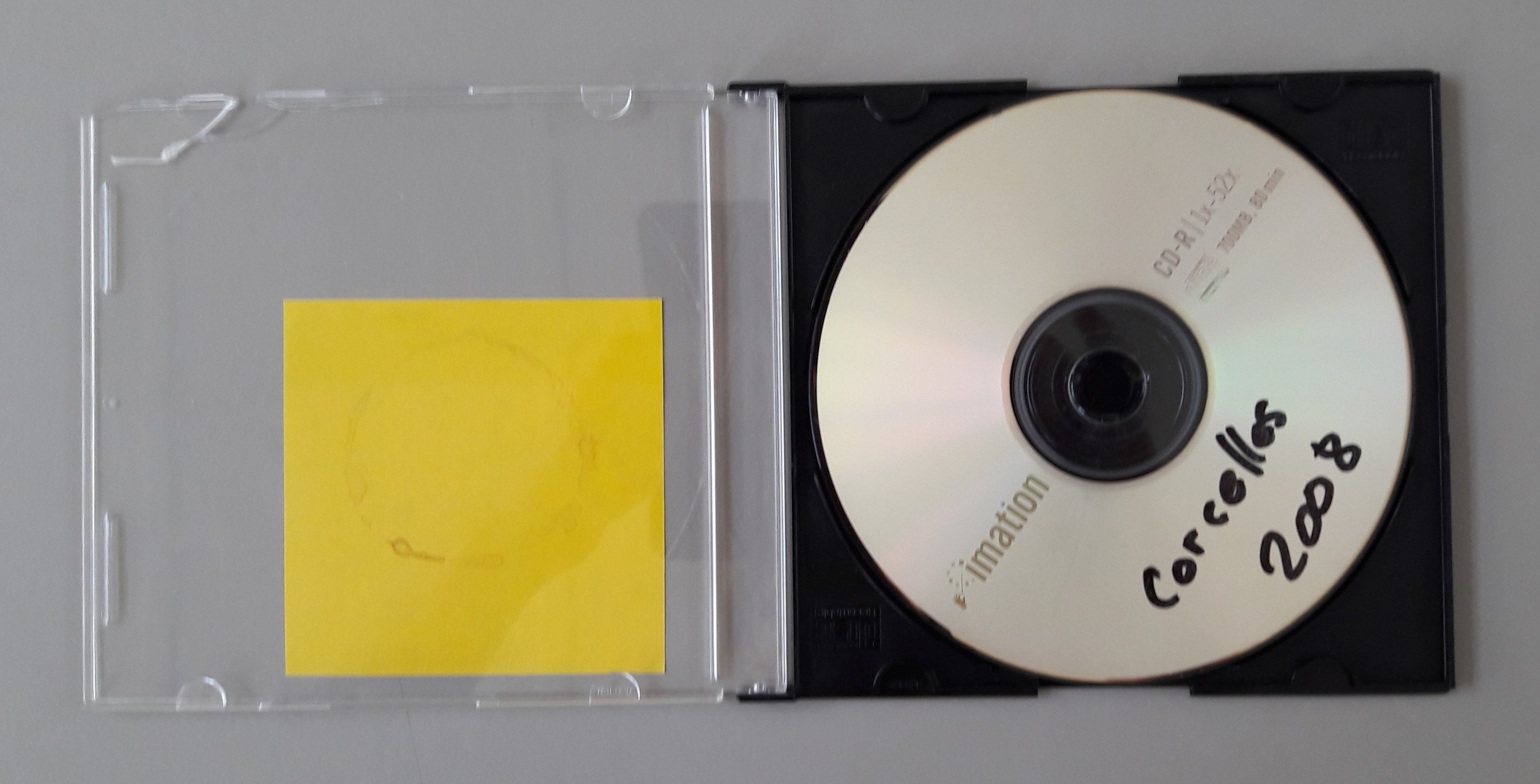
CD-R ayant un titre écrit manuellement dessus au marqueur, dans son boitier.

Les disques compacts enregistrables sont en général constitués de 5 couches : la plus profonde et la plus épaisse est une couche de polycarbonate ; puis une couche chimique (de cyanine ou le plus souvent de phtalocyanine) ; une couche métallique ; une couche protectrice ; et enfin la face supérieure du CD, souvent labellisée et inscriptible au marqueur ou feutre doux.

## Principe de fonctionnement
La lumière du laser est réfléchie par les parties creuses et les parties plates. La profondeur des creux est égale au quart de la longueur d'onde de la lumière (0,12 µm). Cela provoque un déphasage de la lumière réfléchie qui se trouve ainsi non détectée par le lecteur. Ces modifications sont interprétées par le lecteur comme des impulsions. La lumière est donc réfléchie sur le plat comme sur le creux, mais la réflexion est pratiquement annulée à chaque franchissement d'un creux ou d'un plat.
La génération des impulsions n'est pas provoquée par les plats et les creux, mais par le passage de l'un à l'autre (front montant et descendant). La valeur logique 1 est représentée par le passage entre plats et creux.

## Données

### Format et compression
Les données présentes sur un disque sont caractérisées par une succession de cavités (en anglais : pits) séparées par des surfaces planes (en anglais : lands). On peut dénombrer 4 à 5 milliards de cavités qui sont disposées sur une spirale virtuelle de 6 km de longueur, chaque spire de cette spirale étant espacé de 1,6 µm. Une cavité a une longueur de 0,833 à 3,56 µm et une largeur de 0,6 µm.

### Zones
Un CD-ROM contient au moins trois zones de données. La première, au centre du disque, est appelée zone de début (en anglais : lead in) et contient la table des matières (en anglais : table of contents). Il s'ensuit la zone des données effectives. La piste est clôturée par une zone de fin (en anglais : lead out). L'action de graver de fichiers sur un CD-R est appelée session. Elles peuvent être multiples sur un même support. La réalisation de plusieurs sessions est dite « mode multi-session » : des fichiers peuvent être masqués ou ajoutés d'une session à l'autre, néanmoins les fichiers masqués seront toujours présents et lisibles sur le support dans le cadre d'une sélection manuelle de lecture de session spécifique, ou d'un lecteur se limitant à la lecture de la première session.
Le disque est dit finalisé, sans possibilité de revenir sur la ou les session(s) par l'inscription de la TOC définitive, selon les options choisies par l’utilisateur et le taux de remplissage du disque, celui-ci se finalisant automatiquement quand le remplissage est de 680 Mo sur un CD-R de 700 Mo. Il est possible de graver en surcapacité de manière modérément excédentaire quelques mégaoctets sur un CD-R, cette technique est appelée en anglais overburning, compatibilité dépendant du modèle de graveur, du support et du logiciel employés.

### Codage et décodage
Pour inscrire une information de 8 bits sur un CD-ROM, il faut nécessairement 14 bits (codage Eight To Fourteen Modulation) pour des raisons que nous évoquons dans cet article, la lecture des informations se faisant sur front.
En effet, chaque transition de l'un à l'autre représente un 1 logique, la cuvette ou le plat représente un 0 logique. Ces entités d'information de base sont appelés channels bits. Pour des raisons techniques liées à la production, une cuvette ou un plat a une longueur comprise entre 2 et 11 channels bits. Au plus tôt, après deux et au plus tard après 11 zéros logiques, un 1 logique doit apparaître. De plus, il ne peut y avoir deux 1 consécutifs sans au moins deux 0 entre eux. La raison doit être recherchée dans la résolution au niveau des microcuvettes, limitées à une certaine taille par la longueur d'onde de l'émission laser et l'ouverture de l'objectif du laser de la lecture : des transitions trop proches ne pourront être lues.
Ainsi, 8 channels bits ne suffisent à la représentation d'un octet. Il faut donc faire appel au codage Eight-to-Fourteen Modulation (EFM) pour pouvoir représenter les 256 combinaisons possibles d'un octet.

## Extrait du codage EFM
```
        Bits de données Bits générés
0       00000000        01001000100000
1       00000001        10000100000000
2       00000010        10010000100000
```

etc.
Cette modulation sur 14 bits résout le problème de la transition minimale pour les bits situés à l'intérieur d'un symbole de 14 bits. Cependant, un 1 en terminaison d'un symbole pourrait se trouver être trop près du 1 du début du symbole suivant. Ce problème est résolu en plaçant trois bits de séparation entre chacun des symboles.
Les données sont regroupées en trames ayant les caractéristiques suivantes : une trame comporte 24 symboles (mots) de 17 bits, précédés d'un code de synchronisation de 17 bits, un code de contrôle et huit codes de correction d'erreurs comportant aussi chacun huit bits. Une trame de 24 octets utiles (soit 192 bits) est donc représentée par 588 bits. Les trames sont regroupées en blocs de 98 trames (secteurs).

## Différences avec le CD classique

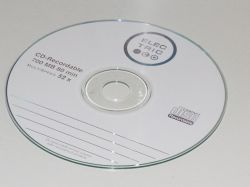
Recto d'un CD-R

La principale différence entre le disque compact enregistrable (CD-R) et le disque compact (CD) gravé en usine réside dans leurs techniques de fabrication fondamentalement différentes, notamment la méthode d'inscription des données, influant fortement sur la différence de durée de vie des supports. Ainsi, dans des conditions normales de stockage, un CD gravé en usine a une durée de vie moyenne estimée à 50 ans minimum contre 5 ans minimum pour le CD-R. Toutefois, avec des matériaux de qualité, les deux peuvent atteindre une durée de vie moyenne de 100 ans.
Les CD déjà inscrits tels les CD audio ou les CD-ROM sont pressés. À partir de l'exemplaire original, dit master, on crée le glassmaster, un négatif qui s'apparente à un moule. Dans celui-ci, on introduit le polycarbonate, qui constitue la base de tous les CD pressés, qui est ensuite recouvert de différentes couches protectrices. Les CD-R quant à eux possèdent une couche chimique, le plus souvent à base de cyanines qui leur confèrent leur teinte allant de l'argenté au bleuté. Ce composé est sensible à la lumière. Ainsi, pour inscrire le CD, le laser du graveur va simplement marquer (ou brûler) cette couche chimique.
Le pressage est une technique rapide, très fiable, permettant de créer des supports durables, mais qui n'est rentable qu'à partir d'une production de masse, car il doit être effectué de série en usine. Le particulier doit donc se limiter au CD-R.

## CD auto gravable
L'enregistrement des données sur un CD-R nécessite l'utilisation d'un logiciel de gravure. Cependant, en 2005 sont apparus sur le marché des CD dits auto gravables. Il s'agit de CD-R d'une capacité d'environ 680 Mo contenant un logiciel de gravure embarqué. Ce dispositif permet de se passer d'un logiciel tiers, souvent payant, d'autant qu'il est généralement plus simple d'utilisation : l'utilitaire de gravure s'exécute automatiquement dès que le disque est inséré dans un lecteur. 
L'utilisateur sélectionne les fichiers qu'il souhaite graver par glisser-déposer, et la gravure nécessite beaucoup moins, voire aucun réglage. Ce type de CD-R est donc bien indiqué pour les néophytes. En revanche, ils ne sont pas utilisables avec tous les systèmes d'exploitation (l'exécutable devant être compatible), et ne permettent pas de copier des CD audio ou des images disque. De plus, ils sont en principe vendus à un prix plus élevé que les CD-R traditionnels. Leur commercialisation et leur utilisation n'auront été qu’anecdotiques.